# زيلبور بوليفي
زيلبور بوليفي (الاسم العلمي:Xyleborus bolivianus) هو نوع من الحشرات يتبع جنس الزيلبور من فصيلة السوسية الحقيقية.